# Marta Sobolska
Marta Sobolska (ur. 16 lutego 1987 we Wrocławiu) – polsko-belgijska siatkarka, grająca na pozycji przyjmującej.  Pochodzi z siatkarskiej rodziny od lat związanej z wrocławską Gwardią, jej młodsza siostra od 2009 roku reprezentuje barwy Gwardii, zaś ojciec Tomasz Sobolski jest byłym zawodnikiem męskiej sekcji klubu. Marta ma podwójne obywatelstwo.
Marta Sobolska w 2010 roku była powoływana do reprezentacji Belgii. Jest czołową belgijską zawodniczką w siatkówce plażowej. Marta Sobolska w 2012 roku zdobyła wicemistrzostwo Belgii w siatkówce plażowej. W 2014 zdobyła Mistrzostwo Belgii w siatkówce plażowej

## Kluby
- 2008–2009  Volley De Haan
- 2009–2010  Richa Michelbeke 2009–2010
- 2010–2012  Impel Gwardia Wrocław[2]
- 2012–2013  Datavoc Tongeren
- 2013–2014 Geer

## Sukcesy
Piłka siatkowa
- złoty medal EYOF (Malta) 2005
- 2. miejsce z Volley De Haan 2007–2008 (I liga belgijska)
- 5. miejsce Impel Wrocław, 2010 - 2011 (Plus Liga Kobiet)
- 5. miejsce Impel Wrocław, 2011 - 2012 (Plus Liga Kobiet)

Siatkówka plażowa
- 5. miejsce Mistrzostwa Belgii 2010
- 5. miejsce Mistrzostwa Belgii 2011
- srebrny medal Mistrzostwa Belgii 2012
- złoty medal Mistrzostwa Belgii 2014
- złoty medal Mistrzostwa Belgii 2015